# Pseudocercospora morindicola
Pseudocercospora morindicola är en svampart som först beskrevs av Jenkins & Chupp, och fick sitt nu gällande namn av U. Braun & McKenzie 1999. Pseudocercospora morindicola ingår i släktet Pseudocercospora och familjen Mycosphaerellaceae.   Inga underarter finns listade i Catalogue of Life.